# Mount Beerwah
Der Mount Beerwah ist der höchste der zwölf vulkanischen Berge in den Glass House Mountains, der 22 Kilometer nördlich von Caboolture im Südosten von Queensland in Australien liegt.

## Beschreibung und Traumzeit
Der Mount Beerwah hat zwei Gipfel, der größere ist 556 Meter hoch. Er ist der am meisten aufgesuchte Berg im südöstlichen Queensland. Der Berg besteht aus Rhyolith, einem Vulkangestein, und stellt eine Vulkansäule dar. Er entstand vor 26 Millionen Jahren im Tertiär und im Verlauf der Zeit verwitterte das ihn umgebende Gestein.
In der Traumzeit der Aborigines war der Mount Beerwah die Mutter der regionalen Berge, der Mount Tibrogargan der Vater und die anderen Kinder ihre Söhne und Töchter. Der Bergname stammt von den Aborigines der Dungidau, von birra (Himmel) und wandum (aufsteigen).
Eine Seite zeigt innenliegende geologische Gebilde, die Organ Pipes (deutsch: Orgelpfeifen) genannt werden. Am Fuß des Berges befinden sich mehrere kleine Höhlen.

## Bergsteigen und Wandern
Das Besteigen des Mount Beerwah ist erlaubt und ermöglicht auf dem Gipfel einen weiten Rundblick. Der erste Weiße, der den Berg bestieg, war Andrew Petrie mit seinem Sohn John.
Allerdings fordern die traditionellen indigenen Eigentümer seit langem, dass der Berg nicht betreten wird, da er für sie heilig ist und ihr kulturelles Erbe repräsentiert. Ihrer Tradition nach würde es zudem Unglück bringen.
Auf den Berg führt ein 2,6 Kilometer langer Weg von dem staatlich angelegten Parkplatz. Der Einstieg am Berg hat bergsteigerische Schwierigkeitsgrade und erfordert entsprechende Kenntnisse und Fähigkeiten, anschließend kann der weitere Weg ohne Steighilfen bewältigt werden.
Ungefährlich ist ein Aufstieg zum Berggipfel nicht. Seit Januar 2011 wurde der Aufstieg zum Mount Beerwah bis auf Weiteres wegen Felssturzgefahren gesperrt, die durch heftige Regenfälle auslöst wurden. In der Umgebung des Berges gibt es weitere Wanderwege.
Der Parkplatz in der Nähe des Berges hat Picknicktische und Toiletten.